# Irmantas Stumbrys
Irmantas Stumbrys (* 30. Mai 1972 in Tauragė; † 15. oder 16. November 2000 in Panevėžys) war ein litauischer Fußballspieler.

## Karriere

### Verein
Irmantas Stumbrys begann seine Karriere in den Jugendmannschaften von Ekranas Panevėžys. Ab 1991 spielte er für die erste Mannschaft in der A lyga. In der Saison 1992/93 verhalf er dem Verein mit zehn Toren in 25 Ligaspielen zur ersten Litauischen Meisterschaft in der Vereinsgeschichte. Im Juli 1995 wechselte er innerhalb von Litauen zu Sakalas Šiauliai. Nach einer Namensänderung gewann er mit Kareda Šiauliai in der Saison 1996/97 ein zweites Mal in seiner Laufbahn den Meistertitel. In der Spielzeit darauf war er mit Kareda erneut auf Meisterkurs. Stumbrys wechselte jedoch während der laufenden Saison nach Russland zu Zenit St. Petersburg. Für Zenit kam er 1997 in der Obersten Liga auf 15 Einsätze und ein Tor. Im folgenden Jahr wurde er von Januar bis Dezember 1998 nach Litauen an seinen Jugendverein Ekranas Panevėžys verliehen. Über die Rückrunde der Saison 1997/98 und Hinrunde der Saison 1998/99 übergreifend absolvierte er 22 Ligaspiele und erzielte vier Tore. Nach seiner Rückkehr nach St. Petersburg kam er im Jahr 1999 ausschließlich für die zweite Mannschaft Zenit-2 St. Petersburg in der dritten Liga zum Einsatz. Im Juli 1999 wechselte er innerhalb von Russland zum Erstligisten Torpedo Moskau.

### Nationalmannschaft
Stumbrys debütierte für die Litauische Fußballnationalmannschaft im November 1991 gegen Lettland während des Baltic Cup 1991. Mit Litauen nahm der Mittelfeldspieler in den 1990er Jahren insgesamt fünfmal am Turnier der baltischen Staaten teil und gewann dieses mit seiner Nationalmannschaft bei den Austragungen 1992 und 1998. Im Mai 1994 erzielte er sein erstes Länderspieltor gegen Tschechien, das erst das dritte Länderspiel nach der Auflösung der Tschechoslowakei absolvierte. Sein letztes Länderspiel war ein EM-Qualifikationsspiel im Oktober 1999 gegen Schottland. Er bestritt insgesamt 37 Länderspiele, wobei er 2 Tore erzielte.

## Tod
Stumbrys beging im November 2000 in Panevėžys Suizid durch einen Kopfschuss. Seine Leiche wurde in seinem Auto gefunden. Er hinterließ seine Ehefrau und eine Tochter.

## Erfolge
mit Ekranas Panevėžys:
- Litauischer Meister: 1993
- Litauischer Pokalsieger: 1998
- Litauischer Supercupsieger: 1998

mit Kareda Šiauliai:
- Litauischer Meister: 1997

mit Litauen:
- Baltic Cup: 1992, 1998